# رالف كرايغ
رالف كرايغ (بالإنجليزية: Ralph Craig)‏ (و. 1889 – 1972 م) هو عداء سريع، ومنافس ألعاب قوى أمريكي، ولد في ديترويت، شارك في الألعاب الأولمبية الصيفية 1912، والألعاب الأولمبية الصيفية 1948، توفي عن عمر يناهز 83 عاماً.

## التعليم
تعلم في جامعة ميشيغان.

## روابط خارجية
- رالف كرايغ على موقع الاتحاد الأمريكي لسباقات المضمار والميدان (الإنجليزية)
- رالف كرايغ على موقع الاتحاد الأمريكي لسباقات المضمار والميدان، قاعة المشاهير (الإنجليزية)
- رالف كرايغ على موقع أوليمبيديا (الإنجليزية)